# Гуанчжоу Байюньшань
«Гуанчжоу Байюньшань» (кит. упр. 广州白云山) — бывший китайский футбольный клуб, представлявший город Чжуншань, провинция Гуандун. Принимал домашние матчи на стадионе Синчжун.

## История
Был основан в 1998 году при содействии корпорации «Байюньшань». В команду был приглашен тренер из Тяньцзиня Шэнь Фужу, а также несколько молодых игроков из Южно-китайского технологического университета, и она приняла участие в розыгрыше второй лиги сезона 1998 года, в которой занял первое место и получил право выступать во втором по значимости дивизионе Китая.
В розыгрыше первой лиги 1999 года команда выступила неудачно. После первых пяти туров (1 ничья при 4 поражениях) был отправлен в отставку Шэнь Фужу, а его место занял Ли Юн, который тоже не смог исправить ситуацию — после 14 туров в активе команды была одна ничья и 13 поражений, в том числе поражение от «Шэньси Голи» со счётом 1-8. На оставшиеся три тура в команду вернулся Шэнь Фужу, однако в первых 21 встрече команда не могла выиграть (в том числе 14 поражений подряд в 8-21 турах), а в итоге команда набрала за сезон всего пять очков (1 победа, 2 ничьих и 19 поражений), установив антирекорд лиги и вновь отправилась в третий дивизион. Единственной командой, которая проиграла «Гуандуну», была «Цзянсу Гидэ» в последнем туре розыгрыша.
В 2000 году команда приняла участие в розыгрыше второй лиги, заняла третье место, проиграв «Тяньцзинь Лифэй», которая получила право выступать во втором дивизионе, а по итогам сезона команда была расформирована.

## Результаты
За всё время существования
| Сезон    | 1998 | 1999 | 2000 |
| -------- | ---- | ---- | ---- |
| Дивизион | 3    | 2    | 3    |
| Место    | 1    | 12   | 3    |

## Достижения
- Чемпион Второй лиги: 1998